# Poestenkill
Poestenkill és una concentració de població designada pel cens dels Estats Units a l'estat de Nova York. Segons el cens del 2000 tenia 1.024 habitants.

## Demografia
Segons el cens del 2000, Poestenkill tenia 1.024 habitants, 396 habitatges, i 291 famílies. La densitat de població era de 67,7 habitants per km².
Dels 396 habitatges en un 35,4% hi vivien nens de menys de 18 anys, en un 60,9% hi vivien parelles casades, en un 10,1% dones solteres, i en un 26,3% no eren unitats familiars. En el 21,5% dels habitatges hi vivien persones soles el 10,6% de les quals corresponia a persones de 65 anys o més que vivien soles. El nombre mitjà de persones vivint en cada habitatge era de 2,59 i el nombre mitjà de persones que vivien en cada família era de 3,02.
Per edats la població es repartia de la següent manera: un 25,6% tenia menys de 18 anys, un 6,2% entre 18 i 24, un 29,1% entre 25 i 44, un 26,9% de 45 a 60 i un 12,3% 65 anys o més.
L'edat mediana era de 39 anys. Per cada 100 dones de 18 o més anys hi havia 94,9 homes.
La renda mediana per habitatge era de 54.219 $ i la renda mediana per família de 62.885 $. Els homes tenien una renda mediana de 37.857 $ mentre que les dones 30.726 $. La renda per capita de la població era de 21.946 $. Cap de les famílies i l'1,2% de la població estaven per davall del llindar de pobresa.